# ブリティッシュ・カレドニアン航空
ブリティッシュ・カレドニアン航空（British Caledonian Airways、略称：BCal）は、1988年まで存在したイギリスの航空会社。

## 概要

### 設立

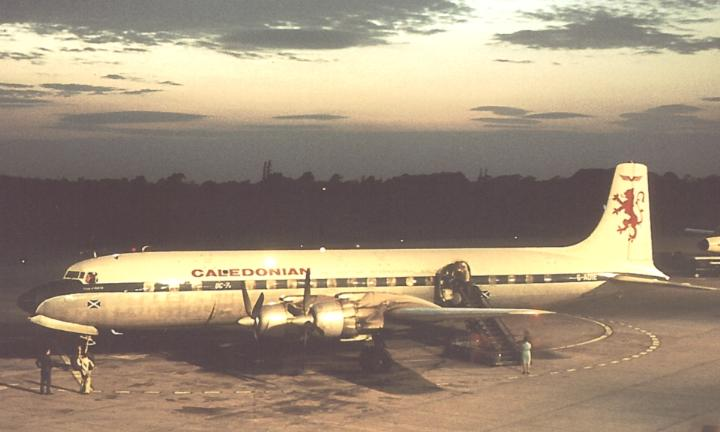
カレドニアン航空のダグラス DC-7C型機

1970年に、イギリスの中規模の航空会社で国内線や近距離国際線などを運航していたブリティッシュ・ユナイテッド航空と、同じく中規模の航空会社で、国際線チャーターなどを運航していたカレドニアン航空が合併して設立された。ロンドンのガトウィック空港とプレストウィック空港を拠点としていた。

### 拡張
BAC 1-11で国内線やヨーロッパ域内路線を中心に運航していたが、1970年代から1980年代にかけてボーイング707を導入し世界中に路線を増やし、東京やロサンゼルス、リオデジャネイロやリスボンなどにボーイング747やマクドネル・ダグラス DC-10などのワイドボディ機も就航させ、イギリス第2の航空会社の地位を確保した。

### 経営危機と吸収合併
しかし1980年代、BCalは経営危機を迎えることとなる。元々BCalの路線網は発足時の2社の路線網を引き継いだが雑多なものとなっていたため、より収益性の高いガトウィック空港をハブ空港とするハブ・アンド・スポークシステムの構築には向かなかった他、国内線の収益性も良くなかった。
それでも1970年代からヒューストンやダラス、ラゴス、トリポリなど、主に産油地帯を結ぶ国際路線に注力することでこれらへの乗り継ぎ需要を獲得し、BCalは最盛期を迎えることに成功する。しかし、1980年代の石油価格下落が、BCalの主要収益源となっていたこれらの路線の収益性を低下させてしまった。加えて政府による規制緩和政策や、数々の地政学的外的要因（フォークランド紛争勃発によるブエノスアイレス線撤退、リビア爆撃およびチェルノブイリ原発事故による北米路線の利用者数減少）による国際線ネットワークのさらなる収益性低下により、それまで堅調に黒字を計上し続け拡大を続けたBCalは、一転して大幅な赤字を計上して経営危機を迎える事となる。
人員削減や資産売却といった経営再建策が行われるも資金不足に直面し、最終的に1987年12月に最大のライバルであったブリティッシュ・エアウェイズ（BA）に買収されて救済されることが決定し、翌1988年4月に吸収合併された。その後同社の名前と垂直尾翼のマークは、BAのチャーター便を運航する子会社の「カレドニアン航空」としてしばらくの間存在した。
2レターコードのBRは、現在は台湾のエバー航空（1989年設立）が使用している。

## 主な機材

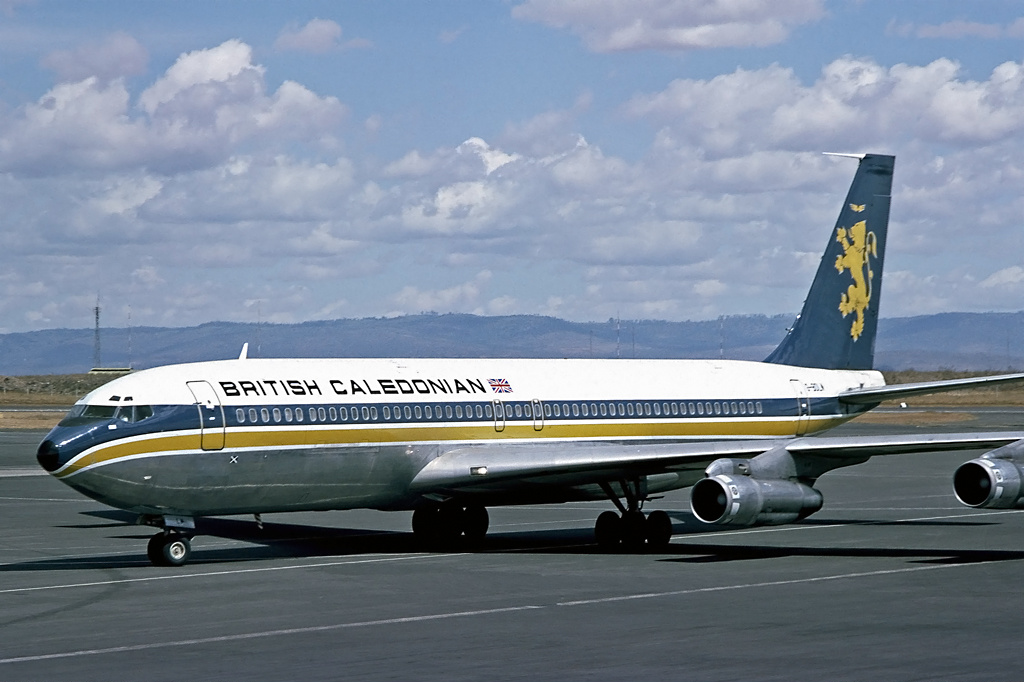
ブリティッシュ・カレドニアン航空のボーイング707-320型機

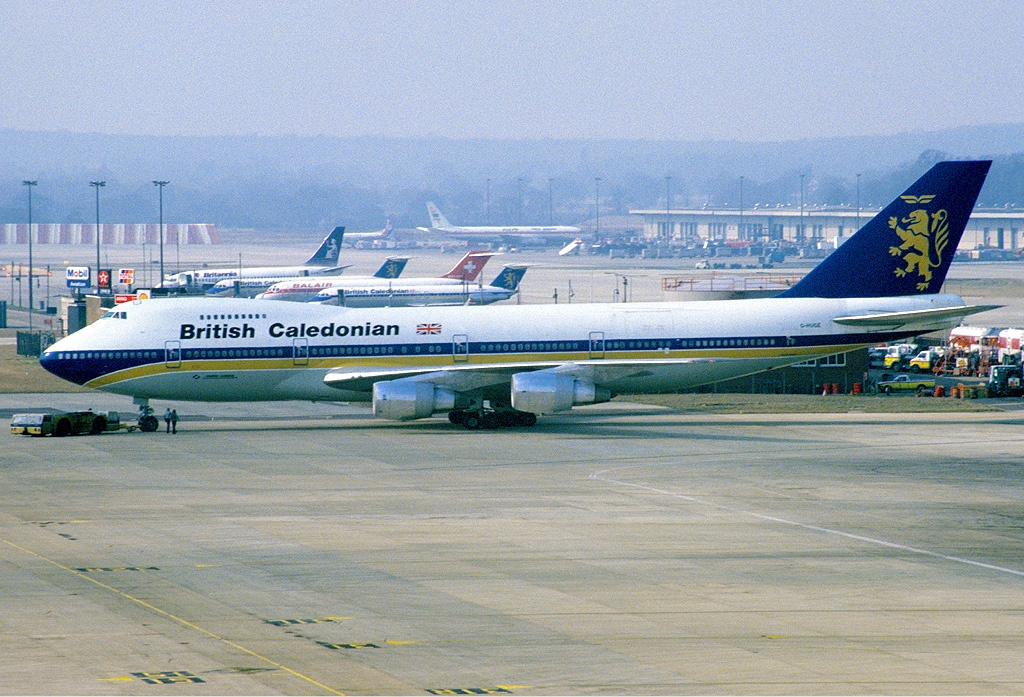
ブリティッシュ・カレドニアン航空のボーイング747-200型機

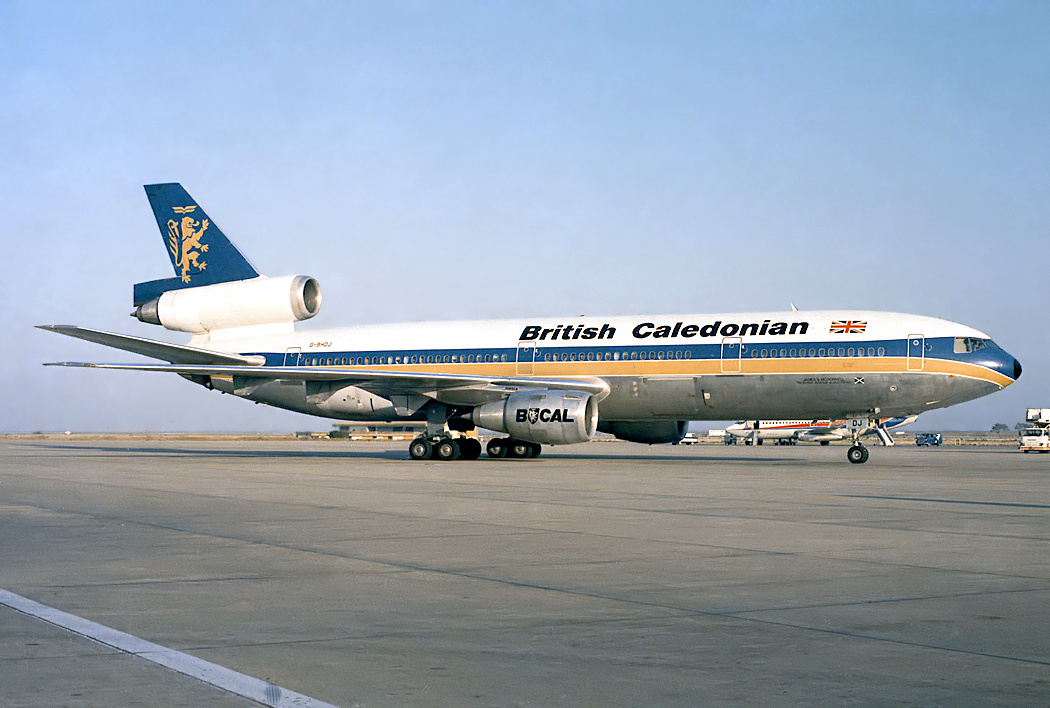
ブリティッシュ・カレドニアン航空のマクドネル・ダグラスDC-10型機

- ブリストル ブリタニア
- BAC-111型機
- ボーイング707-320
- 747-200B
- マクドネル・ダグラス DC-10-30
- ダグラス DC-7
- エアバスA310-200
- エアバスA320-200

## 主な就航地
- 東京（成田空港）
- 香港
- ドバイ
- リスボン
- マイアミ
- ダラス
- ヒューストン
- ロサンゼルス
- カサブランカ
- レシフェ
- サンパウロ
- リオデジャネイロ
- ナイロビ

## ブリティッシュ・エアウェイズの前身会社
- ブリティッシュ・エアウェイズ (1974-)
  - 英国海外航空 (1939 - 1974)
    - インペリアル・エアウェイズ (1924 - 1939)
      - ハンドリー・ページ・トランスポート (1919-1924)
      - ダイムラー・エアウェイズ（英語版） (1921-1924)
        - エアクラフト・トランスポート・アンド・トラベル (1916-1921)

      - インストーン・エアライン（英語版） (1919-1924)
      - ブリティッシュ・マリン・エア・ナビゲーション（英語版） (1923-1924)

    - ブリティッシュ・エアウェイズ（英語版） (1935-1939)
      - スパルタン航空（英語版） (1933-1935)
      - ユナイテッド・エアウェイズ（英語版） (1935)
      - ヒルマンズ航空（英語版） (1931-1935)

  - 英国欧州航空 (1946 - 1974)
  - ブリティッシュ・カレドニアン航空 (1970 - 1988)
    - ブリティッシュ・ユナイテッド航空（英語版） (1960-1970)
    - カレドニアン航空（英語版） (1961-1970)